# 기리시마 예술의 숲

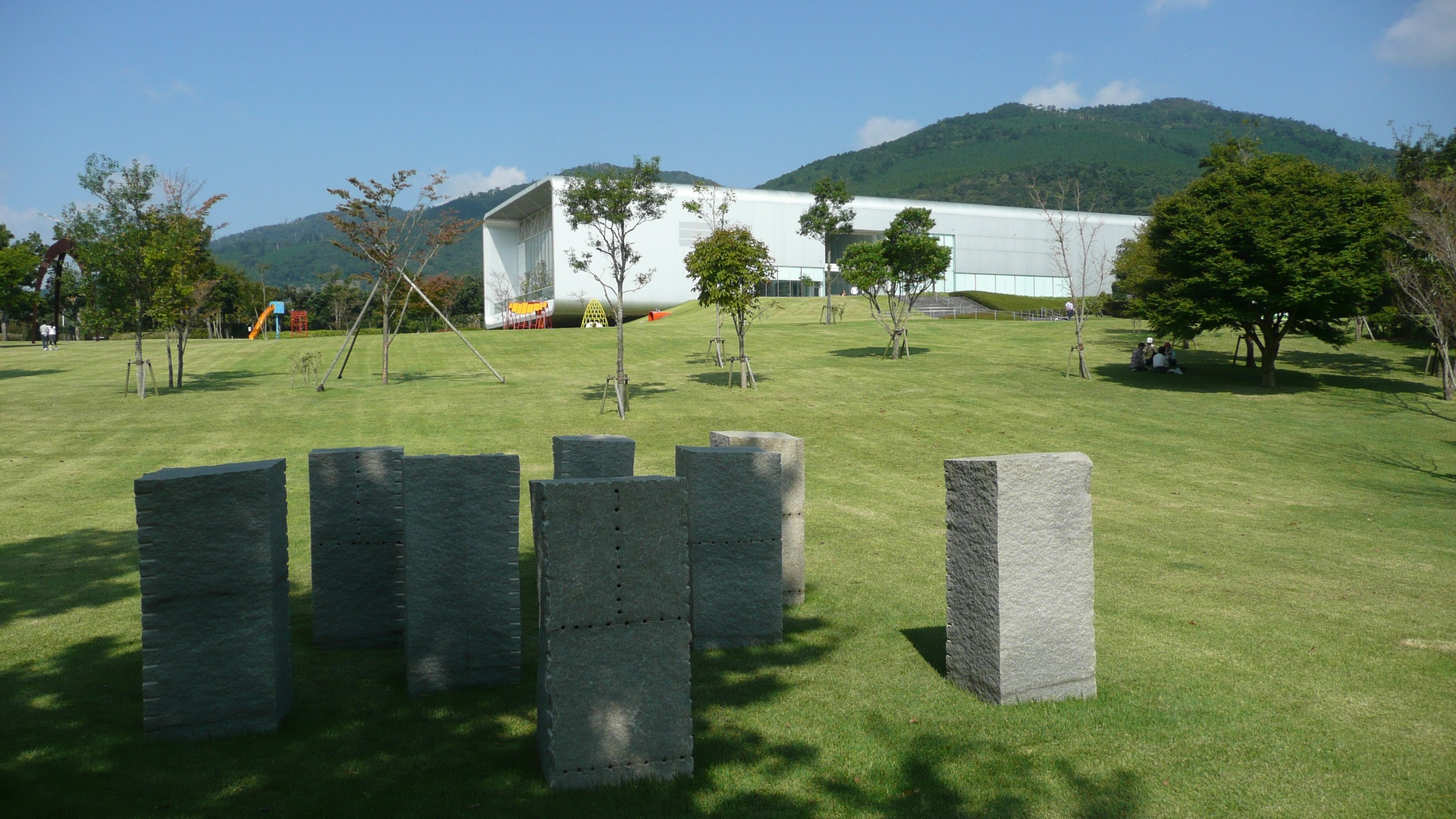
기리시마아토노모리

기리시마 예술의 숲(일본어: 霧島アートの森 기리시마아토노모리[*])는 일본 가고시마현 유스이정에 위치한 미술관이다.